# Ibn Qudāma al-Maqdisī
Muwaffaq ad-Dīn Abū Muhammad ʿAbdallāh ibn Ahmad ibn Qudāma al-Maqdisī (arabisch موفق الدين أبو محمد عبد الله بن أحمد بن قدامة المقدسي, DMG Muwaffaq ad-Dīn Abū Muḥammad ʿAbdallāh b. Aḥmad b. Qudāma al-Maqdisī; * 1147 in Dschammāʿīl; † 7. Juli 1223 in Damaskus) war ein hanbalitischer islamischer Gelehrter und Traditionalist.
Ibn Qudāma al-Maqdisī wurde in einem Dorf in der Nähe Jerusalems (Bait al-Maqdis) geboren. Seine religiöse Ausbildung erhielt er in Damaskus. Gemeinsam mit seinem Cousin ʿAbd al-Ghanī al-Maqdisī besuchte er Bagdad zu Studienzwecken. Dort verblieb er vier Jahre. Die meiste Zeit seines Lebens verbrachte er in Damaskus. Er besuchte Bagdad mehrmals, vollzog die Pilgerfahrt und nahm an dem Jerusalem-Feldzug von Ṣalāḥ ad-Dīn teil.

## Werke
- al-Muġnī, ausführlicher Kommentar zum Muḫtaṣar (Grundriss) von Al-Khiraqī (gest. 955/56). Herausgegeben vonʿAbd al-Fattāḥ Muḥammad al-Ḥilw. 12 Bände und ein Registerband. 2. Auflage. Kairo, 1992. Für die Edition des Werkes griff al-Ḥilw auf jeweils zwölf Bände bzw. umfangreiche Werkfragmente in der Ägyptischen Bibliothek (Dār al-kutub al-miṣrīya), Kairo und in der Maktaba aẓ-Ẓāhirīya (Damaskus) zurück. Einige Werkfragmente der Azhar-Bibliothek fanden ebenfalls Beachtung.
- In der Einleitung seiner Edition (S. 26–36) erwähnt der Herausgeber al-Ḥilw (1937–1994) siebenundvierzig Werktitel und Werkfragmente von Ibn Qudāma mit den entsprechenden Hinweisen sowohl auf arabische Biographen als auch auf C. Brockelmann: Geschichte der arabischen Litteratur, Band I. Leiden, 1943.
- Rauḍat an-nāẓir wa-ǧannat al-manāẓir, systematische Abhandlung zu den Usūl al-fiqh (Digitalisat).